# Кубековка
Кубе́ковка (каз. Көбек) — село у складі Алтинсаринського району Костанайської області Казахстану. Входить до складу Великочураковського сільського округу.
Населення — 82 особи (2021; 137 у 2009, 220 у 1999, 232 у 1989).